# Leo Menter
Leo Menter (* 2. Juni 1892 in Berlin; † 29. Dezember 1966) war ein jüdischer deutscher Vortragskünstler und Publizist und in der DDR Kulturfunktionär.

## Leben und Werk
Zu Menters Herkunft und beruflichen Ausbildung wurden keine Informationen gefunden. Der ursprüngliche Familienname Menters war Merten. Er arbeitete in der Weimarer Republik als Vortragskünstler und stand linksliberalen Kreisen nahe. Bei der Feier zum Jahrestag der Weimarer Verfassung am 11. August 1922 im Berliner Lustgarten rezitierte er, auf einer an einen Laternenmast angelehnten Leiter stehend, Tucholskis Verse Drei Minuten Gehör. Die anderen Rezitatoren waren Wilhelm Dieterle, Heinrich George und Martin Wolfgang (eigentlich Martin Chassel; 1891–1944). 1930 trat Menter in einer Veranstaltung der von Erna Feld initiierten Vortragsreihe Mündliche Buchkriktik neben Erna Feld und Franz Konrad Hoefert als Rezitator auf.
Menter war Mitglied der Berliner Jüdischen Gemeinde. Das Jüdische Adressbuch von Berlin verzeichnete ihn 1931 als Leo Merten in Alt-Moabit Nr. 84 a.
Nach der Machtübernahme der Nationalsozialisten schützte ihn der Umstand, dass er nach der Terminologie des NS-Staates in einer „Mischehe“ lebte, vor der Deportation in ein KZ. Er arbeitete im Gesamtarchiv der Berliner Jüdischen Gemeinde, wo er verschiedene Hilfsarbeiten verrichtete und u. a. eine Kartei über Austritte aus der Gemeinde führte.
Mit Erna Feld plante und realisierte er eine Veranstaltungsreihe mit dem Titel „Ungehörte Stimmen“. Vom 19. Oktober 1937 bis Frühjahr 1938 brachten sie dabei unter der Schirmherrschaft der Jüdischen Künstlerhilfe und des Kulturbunds Deutscher Juden im Klubheim des Jüdischen Frauenbundes an sechs Abenden Dichtung, Prosa und dramatische Texte von nahezu 30 vorwiegend noch in Deutschland lebenden jüdischen Autorinnen und Autoren zu Gehör. U. a. mit Julius Bab, Alfred Dreifuß und Arthur Eloesser trat Menter auch im Theater des Kulturbunds Deutscher Juden auf. Er schrieb Beiträge in der Jüdischen Rundschau und der CV-Zeitung, u. a. über kulturelle Veranstaltungen der jüdischen Gemeinde, und beteiligte sich am innerjüdischen Diskurs zu Glaubensfragen. So schrieb er z. B. am 5. Oktober 1937 in der Jüdischen Rundschau in seinem Essay „Dichter bitten zu Wort“: „Es ist nicht Abkehr vom Tage, was uns allen die heilige Schrift, das uralte jüdische Buch, wieder lebendig werden lässt.“
Er wurde dann als Gleisarbeiter bei der Organisation Todt zwangsverpflichtet, konnte wohl aber fliehen und lebte bis zum Ende des NS-Staates in der Illegalität.
In den Wirren der ersten Nachkriegstage wurde er unter heute nicht bekannten Umständen verhaftet, aber wieder freigelassen. Ab 1946 gehörte er zu den ersten Mitarbeitern der Weltbühne. Er schrieb dort und in weiteren Zeitschriften in der Folgezeit insbesondere Filmkritiken.
Menter war dann Chefredakteur der Zeitschrift Neue Film-Welt. 1958 erhielt er den Vaterländischen Verdienstorden in Bronze.
Menter gehörte zum Freundeskreis um Gertrud Kolmar und war in der DDR u. a. mit Walther Victor befreundet.
Menter wurde auf dem Friedhof Baumschulenweg bestattet. Die Zeitung Neues Deutschland widmete ihm einen achtzehnzeiligen Nachruf, in dem es hieß: „Er arbeitete auf dem Gebiet der Kulturpolitik, schrieb für Film, Presse und Verlage und war ein unermüdlicher Kämpfer für den Aufbau des Sozialismus in der DDR …“

## Schriften
- Jüdische Lyrik in der Zeit der Verfolgung, in: Der Weg 9. August 1946
- Rummelplatz des Lebens. ASOP-Verlag, 1948
- Lieder und Gedichte für den Frieden (Mitautor der Anthologie), Deutsches Friedenskomitee, 1952
- Welt und Wirkung eines Romans. Zu Arnold Zweigs „Der Streit um den Sergeanten Grischa“ (Mitautor der Anthologie), Aufbau-Verlag, Berlin, 1967
- Ludwig Börne. Meister des Worts und Kämpfer für Recht und Freiheit. Kongress-Verlag Berlin, 1954